# Paul Geheeb

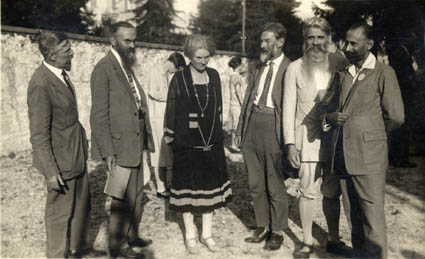
Owidiusz Decroly, Pierre Bovet, Beatrice Ensor, Édouard Claparède, Paul Geheeb (drugi z prawej) i Adolphe Ferrière, Ligue internationale pour l'éducation nouvelle, lata 20. XX w.

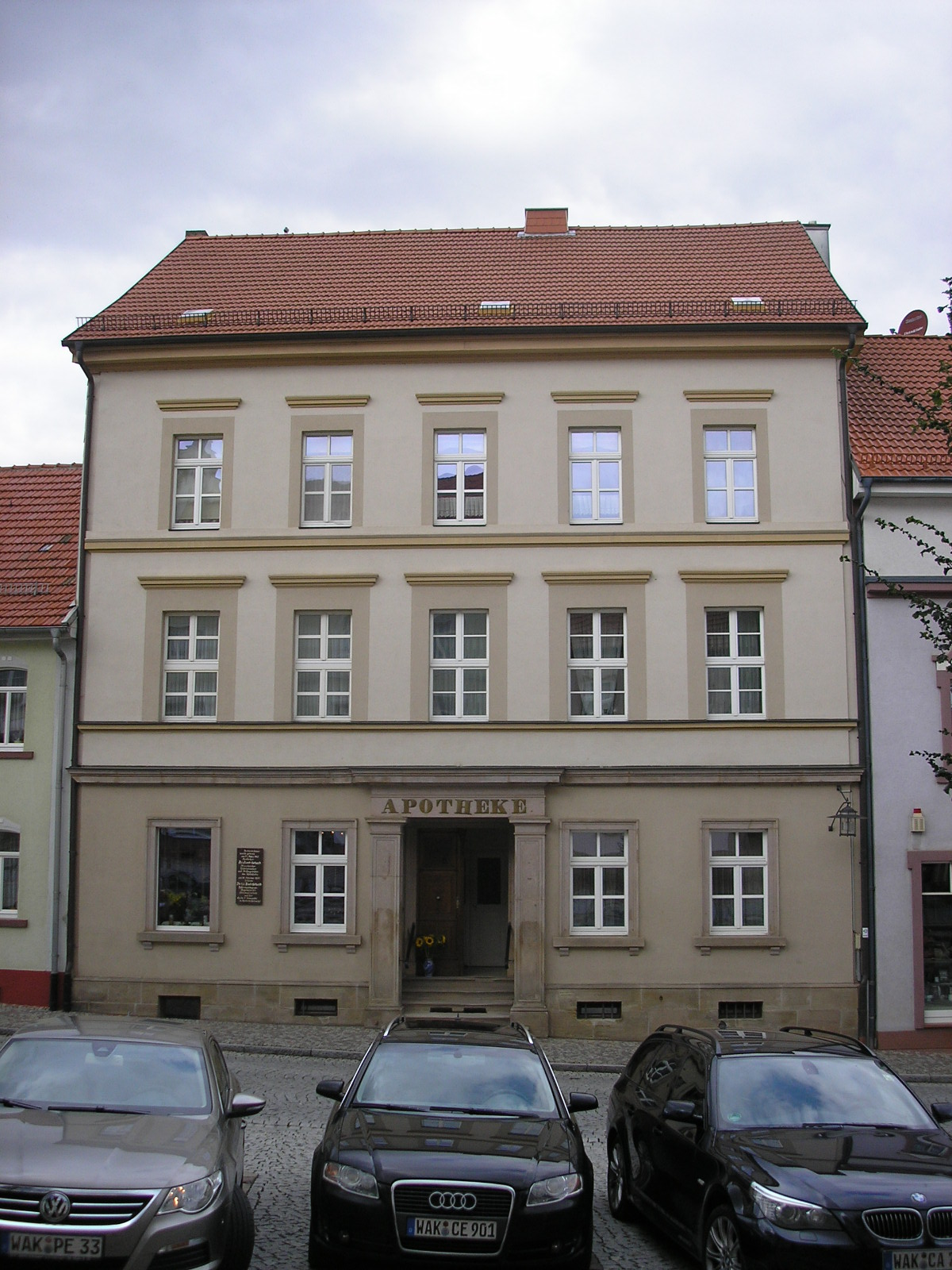
Miejsce urodzenia Paula Geheeba, Geisa, 2009

Paul Geheeb (ur. 10 października 1870 w Geisa, zm. 1 maja 1961 w Hasliberg-Goldern) – niemiecki pedagog. Przedstawiciel Reformpädagogik – jeden z wielkich praktyków i realizatorów „nowej” edukacji i „aktywnej” szkoły, pionier Landerziehungsheime (zakładania szkół wraz z koedukacyjnymi internatami dla uczniów). W zakresie koedukacji jego szkoła „Odenwald” była niekwestionowanym liderem reformy szkolnictwa do końca Republiki Weimarskiej.

## Życiorys
Paul Geheeb urodził się jako drugi z pięciorga dzieci farmaceuty Adalberta (1842–1909) i Adolfiny (z d. Calmberg 1840–1884) Geheebów. Po nagłej śmierci matki w 1884 roku przyjechał do swojej ciotki w Eisenach i tam kontynuował naukę w liceum. Szkołę średnią ukończył w 1889 roku. W latach 1890–1899 studiował na uniwersytetach w Gießen, Jenie i Berlinie, m.in. teologię, fizjologię, psychiatrię i filozofię. W czasie nauki pracował jako nauczyciel-wychowawca z osobami upośledzonymi. Po ukończeniu studiów podjął pracę w sanatorium w Wyk auf Föhr.
W latach 1902–1906 pracował w internacie w miejscowości Haubinda z Hermannem Lietzem, którego poznał w 1892 roku w Jenie. W 1906 roku założył wraz z Gustavem Wynekenem szkołę w Wickersdorfie, a w 1910 roku własną gminę szkolną Odenwaldschule, którą prowadził do 1934 roku. Głównym sponsorem budowy budynków szkolnych był teść Paula Geheeba, Max Cassirer (1857–1943). Po przejęciu w Niemczech władzy przez narodowych socjalistów, z powodu swoich przekonań politycznych oraz koncepcji edukacyjnych, został w 1934 roku zmuszony do opuszczenia Odenwaldschule i przeniósł się do Szwajcarii, gdzie w Versoix założył „Ecole d'Humanité”. W 1946 roku Geheeb przeprowadził się do Goldern, w którym ostatecznie znalazła siedzibę jego „Ecole d'Humanité”.
Jest autorem kilku publikacji na temat propagowanego przez siebie modelu szkolnictwa. Od 1909 roku był żonaty z Edith Cassirer (1885–1982).

## Poglądy i praktyka
Paul Geheeb pracę pedagogiczną i wychowawczą wiązał z humanistyczną wiarą w człowieka, co odzwierciedlało się w założeniu, że uczniowie są współodpowiedzialni obok nauczycieli za kształt edukacji i wychowania. Najwyższym gremium szkoły było cotygodniowe zebranie wszystkich uczniów i pedagogów, na którym dyskutowano i demokratycznie podejmowano decyzje w sprawach dotyczących całej szkoły. Niższą komórką organizacyjną była tzw. „rodzina”, która składała się z grupy koedukacyjnej mającej własną przestrzeń mieszkalną i wynikające z przynależności do „rodziny” prawa i obowiązki.